# Boston-Marathon 1897
| 1. Boston-Marathon | 1. Boston-Marathon            |
| ------------------ | ----------------------------- |
| Stadt              | Boston, Vereinigte Staaten    |
| Datum              | 19. April 1897                |
| Distanz            | 38,51 Kilometer               |
| Sieger             |                               |
| Männer             | John J. McDermott (2:55:10 h) |
|                    | Boston-Marathon 1898 →        |
| Website            | Offizielle Website            |

Der Boston-Marathon 1897 war die 1. Ausgabe der jährlich stattfindenden Laufveranstaltung in Boston, Vereinigte Staaten. Der Marathon fand am 19. April 1897 statt. Insgesamt beteiligten sich 15 Läufer an der ersten Ausgabe, bei der die Laufdistanz 38,51 Kilometer betrug.
Es gewann John J. McDermott in 2:55:10 h.

## Ergebnis
| Platz | Athlet            | Land               | Zeit (h) |
| ----- | ----------------- | ------------------ | -------- |
| 01    | John J. McDermott | Vereinigte Staaten | 2:55:10  |
| 02    | Johnny J. Kiernan | Vereinigte Staaten | 3:02:02  |
| 03    | E.P. Rhell        | Vereinigte Staaten | 3:06:02  |
| 04    | Hamilton Gray     | Vereinigte Staaten | 3:11:37  |
| 05    | H.D. Eggleston    | Vereinigte Staaten | 3:17:50  |
| 06    | J. Mason          | Vereinigte Staaten | 3:31:00  |
| 07    | W. Ryan           | Vereinigte Staaten | 3:41:25  |
| 08    | Lawrence Brignoli | Vereinigte Staaten | 4:06:12  |
| 09    | Harry Leonard     | Vereinigte Staaten | 4:08:00  |
| 10    | A.T. Howe         | Vereinigte Staaten | 4:10:00  |